# Eilema obtusoides
Eilema obtusoides är en fjärilsart som beskrevs av De Toulgoët 1954. Eilema obtusoides ingår i släktet Eilema och familjen björnspinnare. Inga underarter finns listade i Catalogue of Life.